# Aseri (gemeente)
Aseri (Estisch: Aseri vald) was een gemeente in de Estische provincie Ida-Virumaa. De gemeente telde 1555 inwoners op 1 januari 2017. In 2011 waren dat er nog 1807. Ze had een oppervlakte van 67,1 km². De hoofdplaats was Aseri.
In oktober 2017 werd de gemeente bij de buurgemeente Viru-Nigula gevoegd. Daarmee verhuisde het grondgebied van de provincie Ida-Virumaa naar de provincie Lääne-Virumaa.

## Omgeving

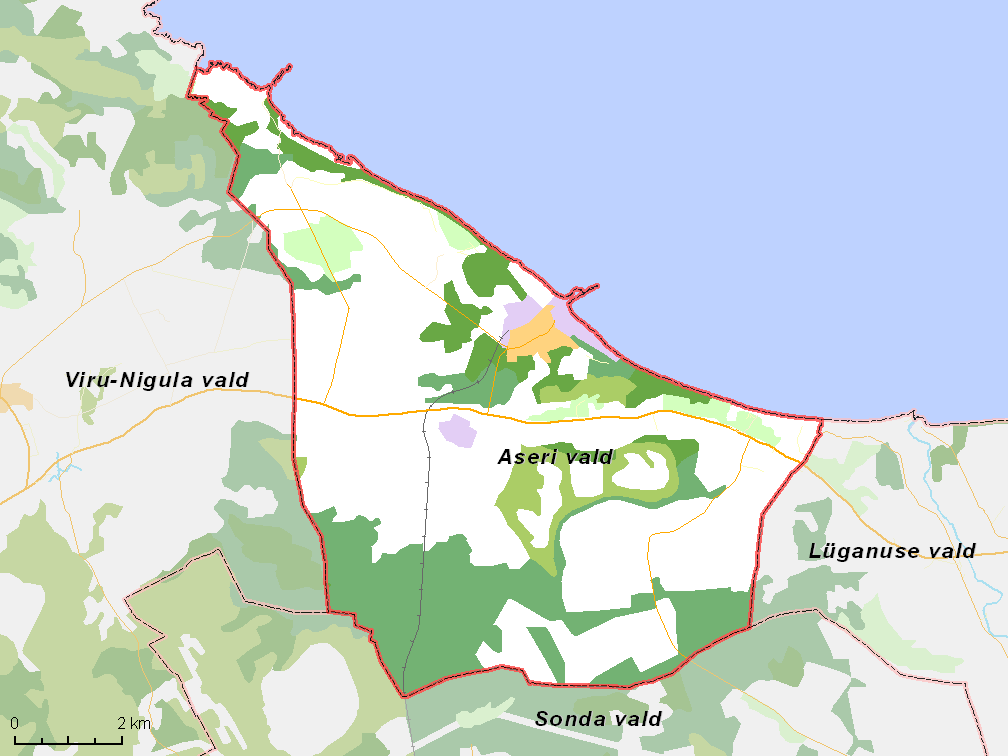
De voormalige gemeente met omliggende gemeenten